# Lingelsheimia fiherenensis
Lingelsheimia fiherenensis är en emblikaväxtart som först beskrevs av Jacques Désiré Leandri, och fick sitt nu gällande namn av Radcl.-sm.. Lingelsheimia fiherenensis ingår i släktet Lingelsheimia och familjen emblikaväxter. Inga underarter finns listade i Catalogue of Life.